# Cârșie
Cârșie románul: Cârșie, falu Romániában, a Bánságban, Krassó-Szörény megyében.

## Fekvése
Szikesfalu (Sicheviţa) közelében fekvő település.

## Története
Cârşie korábban Szikesfalu (Sicheviţa) része volt. 1956-ban vált külön településsé 150 lakossal.
1966-ban 102, 1977-ben 110 román lakosa volt. Az 1992-es népszámláláskor 86 lakosából 85 román volt.